# Nicole Perlman
Pour les articles homonymes, voir Perlman.
Nicole Perlman née le 10 décembre 1981 à Boulder dans le Colorado, est une scénariste américaine connue pour avoir coécrit le scénario des Gardiens de la Galaxie (2014) avec James Gunn .

## Biographie

### Formation
- Tisch School of the Arts

## Filmographie
Sauf indication contraire, les informations mentionnées dans cette section peuvent être confirmées par la base de données cinématographiques IMDb,  présente dans la section « Liens externes ».
- 2011 : Thor de Kenneth Branagh (consultante sur le script)
- 2014 : Les Gardiens de la Galaxie (Guardians of the Galaxy) de James Gunn
- 2018 : First Man : Le Premier Homme sur la Lune (First Man) de Damien Chazelle
- 2019 : Captain Marvel d'Anna Boden et Ryan Fleck
- 2019 : Pokémon : Détective Pikachu de Rob Letterman
- 2023 : Fast and Furious 10 de Louis Leterrier :

## Récompenses et distinctions
- Les Gardiens de la Galaxie (2014) : 
  - Prix Hugo 2015 : Best Dramatic Presentation - Long Form (partagé avec James Gunn) 
  - North Carolina Film Critics Association 2015 : Meilleur scénario adapté (partagé avec James Gunn)
  - Science Fiction and Fantasy Writers of America 2015 : prix Bradbury (partagé avec James Gunn)